# Hydroporus lapideus
Hydroporus lapideus is een keversoort uit de familie waterroofkevers (Dytiscidae). De wetenschappelijke naam van de soort is voor het eerst geldig gepubliceerd in 1974 door Riha.